# 短小趾屈筋
短小趾屈筋（たんしょうしくっきん、Flexor digiti minimi brevis muscle）は人間の下肢の筋肉で小趾MP関節の屈曲を行う。
第5中足骨底、長足底靭帯および長腓骨筋腱鞘から起こり、小趾基節骨底で停止する。